# Over de schadelijkheid van tabak
Over de schadelijkheid van tabak (Russisch: О вреде́ табака́) is een eenakter van Anton Tsjechov, die  bestaat uit één lange monoloog. De tekst werd voor het eerst gepubliceerd op 17 februari 1886 in de St Petersburg Gazette onder de titel Monoloog-scène (Сцена-монолог), zoals gebruikelijk onder het pseudoniem "A. Tsjechonte". Een herziene versie verscheen later dat jaar in de verhalenbundel Bonte verhalen (Пестрые рассказы). Tsjechov bleef in de jaren erna aan het stuk schaven, zodat er nu zes verschillende varianten van bestaan. De laatste, bekendste versie stamt uit 1902 en werd in 1903 opgenomen in Tsjechovs verzamelde werken, uitgegeven door Adolf Marks.
Het stuk ging in première in september 1901 in een club in Kolomna met de schrijver Aleksandr Koeprin als vertolker. Het toneelstuk is een van de acht vaudeville-stukken zoals Zwanenzang (Kalchas), De beer, Het aanzoek, De bruiloft en Het jubileum die Tsjechov in de loop der jaren schreef.

## Rolverdeling
Ivan Ivanovitsj Njoechin (Иван Иванович Нюхин), een roker.

## Verhaal
Ivan Ivanovitsj Njoechin, de echtgenoot van een vrouw die een muziekschool en een kostschool voor meisjes houdt, geeft een openbare lezing. Hij begint met aan te geven dat zijn vrouw er heeft op aangedrongen vandaag een lezing te geven over de schadelijkheid van tabak, alhoewel hij zelf een roker is. Hij waarschuwt degenen die niet voorbereid zijn op een droge, wetenschappelijke lezing dat ze nog kunnen weggaan, maar hij stelt telkens weer het onderwerp uit door te vertellen hoe bazig zijn vrouw wel is. Hij verlangt ernaar ‘deze oude afgedankte frak van het lijf te rukken waar ik drieëntwintig jaar geleden in naar het altaar ben gegaan’ en op te komen voor zichzelf. Nu kan hij dat nog niet, zijn vrouw wacht in de coulissen. Op het einde van de monoloog smeekt Njoechin het publiek hem niet te verraden: ‘Vertel haar dat de lezing…, dat haar echtgenoot de vogelverschrikker, dat wil zeggen: ik dus, zich waardig heeft gedragen...’

## Hoorspel
Op dinsdag 17 mei 1983 werd Over de schadelijkheid van tabak in de vertaling van Charles B. Timmer als radiohoorspel uitgezonden door de TROS. De regisseur was Marlies Cordia en Bram van der Vlugt speelde de rol van Njoechin. Het hoorspel duurde 16 minuten.

## Nederlandse vertalingen
- Charles B. Timmer: Anton P. Tsjechow, Verzamelde werken VI. Toneel, Amsterdam, G.A. van Oorschot, 1956, p. 655
- Marja Wiebes & Yolanda Bloemen: A.P. Tsjechov, Verzamelde Werken VI. Toneel, Amsterdam, G.A. van Oorschot, 2013, p. 631